# مريء
المَرِيء(الجمع: أَمْرِئةٌ ومُرُؤٌ) عضوٌ في الفقاريات يمر عبره الطعام الآتي من البلعوم إلى المعدة، وذلك بمساعدة التقلُّصات التَمَعُّجِيّة. المريء أنبوبٌ عضليّ ليفيّ يبلغ طوله عند البشر البالغين حوالي 25 سم، كما ويمر المريء خلف الرغامى والقلب وعبر الحجاب الحاجز حتى ينفتح على القسم الأكثر علويّة من المعدة. أثناء عملية البلع، يتراجع لسان المزمار إلى الخلف ويسدّ مدخل الحنجرة ليمنع دخول الطعام إلى المجرى الهوائي. اِشتُقَّت الكلمة Esophagus من الكلمة اليونانية οἰσοφάγος التي تعني الحلق.
يتألف جدار المريء من الطبقات الآتية بدءًا من الداخل إلى الخارج: المخاطية، وتحت المخاطية (نسيج ضام)، وطبقة من الألياف العضلية تقع بين طبقات ليفية، وطبقة خارجية من نسيج ضام. مخاطية المريء ظهارة مطبقة مسطحة تتألف من حوالي ثلاث طبقات من الخلايا المسطحة، وتتغير هذه الطبقات بالاتجاه نحو المعدة لتصبح طبقة مفردة من الخلايا الأسطوانية في جدار المعدة، ويظهر الانتقال بين هاتين الظارتين بشكل خط متعرج ظاهر. أما بالنسبة للألياف العضلية في المريء فمعظمها ملساء ولكن تسيطر الألياف المخططة في الثلث العلوي منه، وكما ويمتلك المريء حلقتان عضليتان (معصرتان) في جداره، واحدة في قمته والأخرى في نهايته حيث تساعد المعصرة السفلية في منع ارتداد محتوى المعدة الحامضي. كما أن للمريء ترويةً دمويّة غزيرة ونزح وريدياً كبيراً، أما تعصيب عضلاته الملساء فيتم عبر أعصاب لاإرادية (أعصاب ودية عبر الجذع الودي وعصاب نظيرة ودية عبر العصب المبهم) وأعصاب إرادية (العصبونات المحركة السفلية)، ويُحمل التعصيب الإرادي عبر العصب المُبهَم ويُعصِّب الجزء المخطط.
يتأثر المريء بحالات الارتداد المعدي والسرطان وحالة الدوالي التي يحدث فيها توسع ملحوظ الأوعية الدموية وحالات التضيُّق والاضطرابات الحركية. يمكن أن تؤدي الأمراض إلى صعوبة في البلع (عُسر البَلْع) أو الألم أثناء البلع (بلع مؤلم) أو ألم في الصدر أو قد لا تؤدي إلى حدوث أعراض على الإطلاق. تتضمن الاستقصاءات السريرية الأشعة السينية مع بلع الباريوم، والتنظير الداخلي، والفحص المقطعي المحوسب. يُذكر أن المريء عضو يصعب جداً الوصول إليه جراحياً.

## البنية
المريء أحد الأجزاء العلوية من الجهاز الهضميّ، ويوجد في جزئه العلويّ براعمُ ذوقيّة يبدأ المريء من مؤخرة الفم، ويمر إلى الأسفل في القسم الخلفي من المنصف، ويمر عبر الحجاب الحاجز وطمن ثم ينتهي في المعدة. عند البشر، يبدأ المريء عادةً في حوالي مستوى الفقرة الرقبية السادسة خلف الغضروف الحلقي للرغامى، ويمر عبر الحجاب الحاجز في حوالي مستوى الفقرة الصدرية العاشرة، وينتهي في فؤاد المعدة في مستوى الفقرة الصدرية الحادية عشر. يقيس المريء عادةً 25 سم (10 إنش) طولاً.

يتلقى المريء الدم من أوعية دموية عديدة، حيث يتلقى الجزء العلوي من المريء والمعصرة المريئية العلوية الدم من الشريان الدرقي السفلي، أما الأجزاء من المريء الواقعة في الصدر فتتلقى من شرايين القصبات وفروع مباشرة من الأبهر الصدري، أما الأجزاء السفليّة من المريء والمعصرة المريئية السفلية فتتلقى الدم من الشريان المعدي الأيسر والشريان الحجابي السفلي الأيسر. يختلف النزح الوريدي كذلك عبر مسار المريء، حيث ينزح الجزءان العلوي والمتوسط للمريء إلى أوردة الفرد ونصف الفرد، أما دم الجزء السفلي فينزح إلى الوريد المعدي الأيسر. تصب الأوردة السابقة جميعها في الوريد الأجوف العلوي باستثناء الوريد المعدي الأيسر الذي يُعتبر فرعاً من الوريد الباب. لمفيَّاً، ينزح الثلث العلوي للمريء إلى العقد اللمفية الرقبية العميقة أما الثلث الأوسط فإلى العقد اللمفية المنصفية العلوية والسفلية أما الثلث الأسفل من المريء فينزح اللمف إلى العقد اللمفية الزلاقية والمعدية، وهذا يُشابه النزح اللمفي للبنى البطنية المُشتقَّة من المعي الأمامي والتي تنزح جميعها إلى العقد اللمفية الزلاقية.

### الموضع
يتوضَّع الجزء العلوي من المريء إلى الخلف من المنصف وراء الرغامى، مُحاذيَاً الشريط الرغامي المريئي وإلى المقدِّمة من العضلات ناصبة الفقار والعمود الفقري. بينما يمتد المريء السفلي إلى الخلف من القلب وينحني أمام الأبهر الصدري. وبدءًا من تفرُّع الرغامى يمر المريء خلف الشريان الرئوي الأيمن والقصبة الرئيسية اليُسرى والأذين الأيسر. ويمر عند هذه النقطة عبر الحجاب الحاجز.
تمر القناة الصدرية التي تنزح معظم لمف الجسم، خلف المريء، وتكون في جزئه السفلي إلى الخلف منه وعلى الجانب الأيمن، وفي جزئه العلوي تنحني القناة لتصبح خلفه وإلى الأيسر. يستلقي المريء إلى الأمام من قناة الصدرية وإلى الأمام من أجزاء من الأورة نصف الفرد والأوردة الوربية على الجانب الأيمن. يُذكر كذلك أن العصب المُبهَم ويغطي المريء بضفيرة.

### التضيقات
للمريء أربع تضيُّقَات، وتُمَثِّل هذه النقاط الأربع المناطق الأكثر ترجيحاً أن تعلق بها الأشياء الصلبة المبتلعة. تنشأ هذه التضيُّقَات من هياكل خاصة تحدث تضيُّقاً في لمعة المريء. هذه التضيُّقات هي:
- عند بداية المريء، في نقطة اتصال البلعوم الحَنْجَري بالمَريء خلف الغضروف الحلقي
- عندما يقطعه من الأمام القوس الأبهري في المنصف العلوي
- عندما ينضغط المريء من القصبة الرئيسية اليسرى في المنصف الخلفي
- الفرجة المريئية، حيث يعبر المريء عبر الحجاب الحاجز في المنصف الخلفي

### المعصرات
يُحاط المريء في نهايتيه العلوية والسفلية بحلقتين عضليتين، تُعرفان باسم المعصرة المريئية العلوية والسفلية على التوالي. تقوم المعصرة بإغلاق المريء في حالة عدم ابتلاع طعام. المعصرات المريئية وظيفيّة ولكن ليس مُعصِّرات تشريحيَّاً، وهذا يعني أنها تمارس دورها كمُعَصِّرَات، ولكن لا تمتلك هذه المعصرات ثخانة ملحوظة تختلف عن باقي أجزاء المريء، على عكس باقي المُعَصِّرَات.
تحيط المعصِّرَة المريئية العلوية بقمّة المريء، وتتألف من ألياف عضلية هيكلية، ولكنها عضلة غير إرادية. يحدث انفتاح المعصِّرة العلوية عبر منعكس البلع. العضلة الرئيسية التي تُشكِّل العصرة المريئية العلوية هي الجزء البلعومي الحَلَقِيّ من مُعصِّرة البلعوم السفليّة.

تحيط المعصِّرة المريئية السفلية أو المعصِّرة المعديّة المريئية بالجزء السفلي من المريء، وتقع تحديداً عند الاتصال بين المريء والمعدة. كما أنها تُدعى بالمعصِّرَة الفؤادية أو المعصِّرَة المريئية الفؤادية، وهو مُشتَقّ من اسم الجزء المجاور من المعدة وهو الفؤاد. يؤدي الخلل الوظيفي في هذه المُعصِّرَة إلى حدوث ارتداد معدي مريئي يتسبَّب بحدوث حرقة الفؤاد وإذا ما حدث بشكل كافٍ قد يؤدي إلى حدوث مرض الارتجاع المعدي المريئي، مع حدوث أذيّة في مخاطية المريء.

### التعصيب
يُعَصَّب المريء بالعصب المبهم والجذع الودي الصدري والرقبي.

للعصب المبهم وظيفة نظير وديّة، حيث يُعصِّب عضلات المريء ويثير تقلُّصاً غديَّاً، حيث يحمل العصب مجموعتين من الألياف العصبية تُعصِّبَان العضلات. فبينما تتعَصَّب العضلات المخططة العلوية والمُعَصِّرة المريئية العلوية بعصبونات تقع أجسامها في النواة الملتبسة، تقع أجسام العصبونات التي تُعصِّب الألياف الملساء والمُعصِّرة المريئية السفلية في النواة المحركة الظهرية. كما يلعب العصب المبهم دوراً في بدء التمعُّج-وهو حركات دودية تحدث على طول الأنبوب الهضمي.
بينما يقتصر تعصيب الوظيفة الوديّة للمريء على الجذع الودِّيّ، كما أنه قد يعزِّز من وظيفة العصب المبهم فقد يزيد التَّمعُّج والنشاط الغدِّيّ، ويسبِّب انقباض المُعصِّرَات. بالإضافة إلى أن النشاط الوديّ قد يدي لاسترخاء عضلات الجدار ويسبب تقبُّض الأوعية الدمويّة.
أما التعصيب الحسيّ للمريء فيتم عبر العصبين السابقين، حيث يُنقل الإحساس العام بالعصب المبهم، فيما ينتقل إحساس الألم عبر الجذع الودِّيّ.

### الاتصال المعدي-المريئي
الوصل المعدي-المريئي أو الوصل المريئي-المعدي هو وصلٌ بين المريء والمعدة عند النهاية السفلية من المريء. يتباين لون مخاطيتي المريء والمعدة، فلون مخاطية المريء وردِيّ أما المعدة فأحمر عميق، يمكن رؤية الانتقال بين المخاطيتين على شكل خط متعرّج غير منتظم يُدعى عادةً بالخط Z. كما يكشف الفحص النسيجي على الانتقال المفاجئ بين الظهارة المسطّحة المطبّقة للمريء والظهارة الأسطوانية البسيطة للمعدة. يقع فؤاد المعدة في الحالة الطبيعية طرفيَّاً بالنسبة للخط Z ويوافق الخط Z الحد العلوي للطيات المعدية للفؤاد، على أي حال في حالة تشوُّه تشريح المخاطية في مريء باريت (حالة مرضية) يتم التعرُّف على الوصل المعدي-المريئي الحقيقي عن طريق الحد العلوي للطيات المعدية بدلاً من انتقالية المخاطية. يقع الموقع الوظيفي للمُعصِّرة المريئية السفلية حوالي 3 سم (1.2 إنش) تحت الخط Z.

### التشريح المجهري
للمريء عند البشر غشاء مخاطي يتألف من ظهارة مسطّحة مطبّقة متراصة لا تحوي كيراتين، وصفيحة مخصوصة ملساء، وعضلة مخاطية. كما أن لظهارة المريء تقلّب سريع نسبيَّاً، وتخدم كطبقة وظيفية حامية ضد التأثيرات الساحجة (الكاشطة) للطعام. وفي العديد من الحيوانات تحتوي الظهارة على طبقة من الكيراتين. هناك أيضاً نوعان للغدد، الغدد المريئية المفرزة للمخاط وهي موجود الطبقة تحت المخاطية، والغدد الفؤادية المريئية وهي مشابهة للغدد الفؤادية في المعدة وتقع هذه الغدد (أي الفؤادية المريئية) في الصفيحة المخصوصة وتكثر في نهاية العضو (المريء). يمنح المخاط المُفرَز من هذه الغدد حمايةً للبطانة من الطعام. تحتوي كذلك الطبقة تحت المخاطية على ضفيرة تحت مخاطية، وهي شبكة من الخلايا العصبية وهي جزء من الجهاز العصبي المِعَوِّيّ.

أما الطبقة العضلية فتشتمل على نوعين من العضلات. الثلث العلويمن المريء يحتوي على عضلات مخططة، أما الثلث السفلي فيحتوي على عضلات ملساء، أما الثلث الأوسط فيحتوي مزيجاً من النوعين السابقين. تترتب العضلات في طبقتين: تسير الألياف العضلية في إحداهما طوليَّاً، أما الأخرى تأخذ الألياف شكلاً حلقيَّاً في الأخرى، ويفصل بين هاتين الطبقتين الضفيرة العضلية المعوية وهي شبكة من الألياف العصبية المتشابكة، تساهم هذه الضفيرة في إفراز المخاط وفي تمعُّج العضلات الملساء في المريء. أما الطبقة الخارجيّة لجدار المريء فهي الطبقة البرَّانيّة (باللاتينية: adventitia) وهي موجودة في معظم طول المريء، وفي المنطقة البطنيّة تُغطَّى بغشاء مصليّ، وبهذا يتميّز المريء عن البنى الأخرى في السبيل الهضمي (أي بفقد للطبقة المصليّة في أجزائه غير البطنية).

## التطور
في أول التخلُّق المُضَغِيّ، يتطور المريء من أنبوب المعي البدئي المُشتَقّ من الأديم الباطن. يتاخم الجزء البطني من المضغة الكيسَ المحيّ. خلال الأسبوع الثاني من التطوّر الجنيني أثناء نمو المضغة تبدأ المضغة بالإحاطة (انثناء المضغة) بأجزاء من الكيس، حيث ستعطي الأجزاء المغلقة فيما بعد أساس السبيل الهضمي عند الوليد. كما ويُحاط الكيس بشبكة من الشرايين المُحيّة. وبمرور الوقت تندمج هذه الشرايين لتعطي ثلاثة شرايين رئيسية تروِّي السبيل المعدي المعوي الذي لا يزال يتطوّر: الشريان الزلاقي والشريان المساريقي العلوي والشريان المساريقي السفلي. وتروّي هذه الشرايين المعي الأمامي والمتوسط والخلفي على الترتيب، وكما تُستخدم التروية لتعريف هذه الأقسام من المعي أساساً.

يصبح الكيس المُحِّيّ المُحاط المعي الابتدائي. وتبدأ مقاطع هذا المعي بالتمايز لتُشكِّل أعضاء السبيل الهضمي المختلفة باللمعة، كالمريء والمعدة والأمعاء. يتطوَّر المريء كجزء من أنبوب المعي الأمامي. يأتي تعصيب المريء من الأقواس البلعومية.

## الوظيفة

### البلع
يُدخَل الطعام إلى السبيل الهضمي عبر الفم، وعند بلعه يمر الطعام إلى البلعوم ومن ثمّ إلى المريء. لذا فيعتبر المري أحد أول مكوِّنات الجهاز الهضمي والسبيل المعدي المعوي. وبعد مرور الطعام عبر المريء يدخل إلى المعدة. يُذكر أنه عند ابتلاع الطعام يتحرّك لسان المزمار إلى الخلف ليُغطِّي الحنجرة مانعاً بذلك الطعام من الدخول إلى الرغامى. وفي الوقت ذاته تسترخي المعصِّرة المريئية العلوية سامحةً بذلك لما قد اِبْتُلِعَ من الطعام بالدخول إلى المريء. تدفع الانقباضات التمعُّجِيّة للمريء الطعامَ إلى الأسفل تحدث هذه الانقباضات الإيقاعية للعضلات المريئية كاستجابةٍ انعكاسية للطعام الذي يكون في الفم، وكذلك كاستجابةٍ لإحساس المريء ذاته بالطعام. ومع استمرار التمعُّج تسترخي المعصرة المريئية السفلية.

### الحد من الارتداد المعدي
تنتج المعدة حمضاً معديَّاً، وهو خليط حمضيّ قويّ يتكوّن من حمض كلور الماء وأملاح البوتاسيوم والصوديوم وذلك للتمكُّن من هضم الطعام. تساعد انقباضات المعصِّرات المريئية العلوية والسفلية في منع ارتداد (ارتجاع) المحتويات المعدية والحمض إلى المريء، وبذلك تحمي مخاطية المريء. بالإضافة إلى أن زاوية هِسْ الحادة وسيقان الحجاب الحاجز تساعد في عمل هذه المُعصِّرة.

## أهميّة سريرية
تم ذكر الحالات الرئيسية التي تصيب المريء، للوصول إلى قائمة تفصيلية أكثر، انظر أمراض المريء

### الالتهاب
التهاب المريء حالة تنتج عن ارتداد الحموض المعدية من المعدة أو العدوى أو المواد المبتلعة (الكَاويات مثلاً) أو بعض الأدوية (ثنائي الفُسْفُنات مثلاً) أو الحساسية الغذائية. المُبْيَضَّات المريئية عدوى خميرَة المُبْيَضَّة البيضاء، وقد تحدث عندما يكون الشخص منقوص المناعة. بحلول العام 2014 ما تزال أسباب بعض أشكال التهاب المريء كالتهاب المريء اليُوزِيْنِيّ غير معروفة. يمكن أن يُؤدِّي التهاب المريء إلى بلع مؤلم ويُعالج التهاب المريء عادةً بإدارة أسباب حدوث الالتهاب - كإدارة أسباب الارتداد أو معالجة العدوى.

### مريء باريت

صورة منظارية لمريء باريت

يُعتقد أن التهاب المريء المُطوَّل الناتج تحديداً عن الارتداد المعدي عاملٌ يلعب دوراً في تطوُّر مريء باريت. في هذه الحالة هناك حؤول في بطانة المريء السفلي، تتغير فيه من الظهارة المُسطَّحة المُطبّقة إلى الظهارة البسيطة الأسطوانية. يُعتقد أن مريء باريت أحد الأسباب الرئيسية لتطوُّر سرطان المريء.

### السرطان
هناك نوعان رئيسيان لسرطان المريء. سرطان الخلايا الحرشفيَّة سرطان يمكن أن يحدث في الخلايا الحرشفيّة (المسطّحة) المبطِّنة للمريء، وهذا النوع شائع أكثر في إيران والصين. أما النوع الآخر الرئيسي فهو السرطان الغدّيّ الذي يمكن أن يحدث في الغدد أو النسيج الأسطواني للمريء. وهذا شائع أكثر في البلدان النامية.
قد لا يكون للسرطان في مراحله الأولى أي أعراض على الإطلاق، وعندما يشتدّ قد يسبب سرطان المريء في النهاية اِنْسِداداً في المريء، مما يجعل بلع أي مادة صلبة صعباً للغاية ويؤدي كذلك إلى انخفاض الوزن. يجري تقسيم السرطان إلى مراحل عبر باستخدام نظام يقيس إلى مدى في جدار المريء قد غزا السرطان وكم عدد العقد اللمفية المتأثِّرَة وإذا كان هناك أي نقائل في أجزاء الجسم المختلفة. يُدار السرطان المريئي غالباً باستخدام العلاج الشعاعي والعلاج الكيميائي وقد يُدار أيضاً عن طريق الإزالة الجراحية الجزئية للمريء. يمكن أيضاً إدخال أنبوب داخل المريء أو إدخال أنبوب أنفي معدي للتأكُّد من أن الشخص قادر على تناول الطعام وشرب الماء بشكلٍ كافٍ. حتى عام 2014، كان إنذار السرطان المريئي ما يزال فقيراً للغاية، مما أدّى إلى اعتبار العلاج المُلَطِّف محوراً للعلاج.

### الدوالي
الدوالي المريئية عبارة عن فروع ملتوية متورِّمة من الوريد الفرد في الثلث السفلي للمريء. تتفاغر (تنضم) هذه الأوعية الدموية إلى تلك التي تعود للوريد الباب عندما يتنامى فرط ضغط الدم البابي. هذه الأوعية متَحَفِّلة أكثر من الطبيعي، وفي أسوأ الحالات قد تسدّ المريء جزئياً. تتطور هذه الأوعية كجزء من الدوران الجانبي الذي يحدث لنزح الدم من البطن كنتيجة لفرط ضغط الدم البابي، عادةً كنتيجة لأمراض الكبد كالتَشَمُّع. يحدث هذا الدوران الجانبي لأن الجزء السفلي من المريء ينزح إلى الوريد المعدي الأيسر، وهو فرع من الوريد الباب. وبسبب الضفيرية الوريدية الواسعة بين هذا الوريد والأوردة الأخرى فإن حدوث فرط ضغط الدم البابي، قد ينعكس اتجاه النزح الدموي في هذا الوريد مع نزح دموي من الجهاز الوريدي البابي عبر الضفيرة. قد تتحفَّل الأوردة في الضفيرة وتؤدي إلى دوالي.

غالباً ليس لدوالي المريء أعراض، حتى تتمزَّق. تُعتبر الدالية المتمزقة حالة طبية طارئة، وذلك لأن الدوالي يمكن أن تنزف كثيراً، وقد يؤدي نزف الدالية إلى تقيؤ الدم أو حدوث صدمة. للتعامل مع الدالية النازفة من الممكن وضع عصبة حول الوعاء الدموي النازف أو حقن كمية قليلة من عامل تخثّر قرب مكان النزف. قد يحاول الجراح أيضاً استخدام بالون نفخ صغير لتطبيق ضغط لوقف الإصابة. وقد تُعطى سوائل داخل وريدية ومنتجات دم لمنع انخفاض حجم الدم بسبب النزف.

### اضطرابات الحركية
تؤثر العديد من الاضطرابات على حركية الطعام العابر للمريء، فقد تتسبب اضطرابات الحركية بصعوبة في البلع أو حدوث ألم عند البلع. يشير مصطلح تعذُّر الارتخاء المريئي إلى فشل المعصرة المريئية السفلية في الاسترخاء بشكل صحيح، وعموماً تتطوّر هذه الحالة في وقت لاحق من الحياة، ويؤدّي هذا إلى توسُّع متزايد في المريء ومن ثمّ إلى تضخُّم المريء. كما يشير مصطلح «مريء كسارة البندق» إلى البلع المؤلم جداً. أما حالة تشنّج المريء المنتشر فهي حالة تشنّج في المريء، يمكن أن تكون أحد أسباب الألم الصدري. والألم المشار إليه من قبل المريض في جدار الصدر العلوي شائع في الحالات المريئية. تصلُّب المريء كتلك التي تحدث في التصلُّب الجهازي أو في متلازمة كريست وقد تؤدي إلى تصلُّب في جدران المريء وحدوث تداخل في التمعّج.

### التشوهات

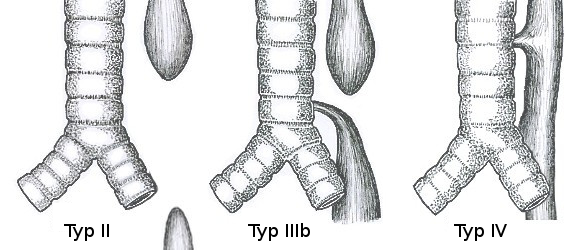
أنماط تشريحية شائعة للرتق المريئي: النمط II وهو رتق مريئي معزول بدون ناسور رغامي مريئي (7%). النمط IIIB رتق مريئي مع ناسور رغامي مريئي قاصي (86 %). النمط IV يُعرف كذلك بالنمط H وهو ناسور رغامي مريئي (4 %).

عادةً ما تكون التضيُّقات المريئية حميدة، وتتطور بعد أن يكون لدى المرء حالة ارتداد لسنوات عديدة. قد تتضمن حالات التضيُّق الأخرى وترات مريئية (من الممكن أن تكون خلقيّة) وتسبّب ضرراً إلى المريء عبر العلاج الشعاعي والتهاب المريء اليُوزِيْنِيّ. أما حالة حلقة شاتْسكِي تليُّف في الوصل المعدي-المريئي. قد تتطور كذلك التضيُّقات في فقر الدم المزمن ومتلازمة بلامر-فينسون.
هناك اثنان من أكثر التشوُّهات الخلقية شيوعاً والتي تؤثّر في المريء وهي الرتق المريئي حيث ينتهي المريء بكيس مغلق بدلاً من أن يتصل بالمعدة، والآخر هو الناسور المريئي وهو اتصال شاذ بين المريء والرغامى. تحدث هاتان الحالتان عادةً معاً. وتوجد عند 1 إلى 3500 وليد. نصف هذه الحالات قد تكون جزءاً من متلازمة حيث يكون هناك هناك شذوذات أخرى، وتحديداً في القلب أو الأطراف، أما الحالات الأخرى فيحدث فيها التشوه المريئي منفرداً.

### التصوير

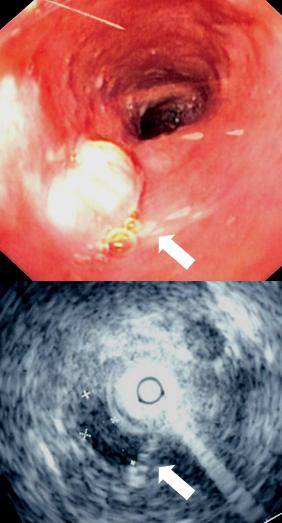
كتلة تُرى من خلال منظار داخلي وقد أجري تصوير فوق صوتي للكتلة خلال التنظير.

يمكن استخدام الأشعة السينية أثناء بلع مادة الباريوم، وذلك للكشف عن حجم وشكل المريء، والكشف عن وجود أي كتل. قد يتم تصوير المريء كذلك باستخدام كاميرا مرنة يتم إدخالها داخل المريء في إجراء يُدعى التنظير الداخلي، جديرٌ بالذكر أنه إذا ما تم إجراء تنظير داخلي للمعدة فستمر الكاميرا حتماً على المريء. قد تُؤخذ خزعة أثناء التنظير، وإذا ما تم تحديد سرطان المريء، قد تُستخدم طرق أخرى كالتصوير المقطعي المحوسب.

## التاريخ
اِشتُقَّت كلمة Esophagus في اللغة الإنجليزية والتي تعني المريء من الكلمة اليونانية οἰσοφάγος والتي تعني الحلق. وهي مُشتَقَّة من جذرين eosin التي تعني حمل والجذر phagos تعني أكل. تم توثيق استخدام كلمة Oesophagus في محاضرة تشريح منذ أيام أبقراط على الأقل، وهو الذي قد لاحظ أن «المريء يتلقى أكبر قدرٍ مما نستهلكه». وقد تم توثيق وجوده في الحيوانات الأخرى وعلاقته مع المعدة من قبل عالم الطبيعة الروماني بيلني الأكبر (23-79 م)، أما تضيُّقات المريء فقد تم توثيقها على الأقل منذ زمن جالينوس.
تم إجراء أول محاولة لجراحة على المريء في العنق على كلاب من قبل ثيودور بيلروث عام 1871. وفي عام 1877 أجرى تشيرني جراحة على البشر. وبحلول عام 1908 كان قد تم إجراء عملية لإزالة المرييء على يد فوكلر، وفي عام 1933 تم إجراء أول جراحة لإزالة أجزاء من المريء السفلي (للتحكم بسرطان المريء).

تم إجراء عملية طي قاع المعدة باستخدام المنظار، التي تُعرف باسم عملية نيسن لطي المعدة وفيها تلتف المعدة حول المعصرة المريئية السفلية لتحفيز وظيفتها والتحكُّم في الارتداد، تم إجرائها على يد رودولف نيسن عام 1955.

## حيوانات أخرى

### فقاريات
في رباعيات الأرجل يكون البلعوم أقصر بكثير والمريء أطول من السمك. في معظم الفقاريات يكون المريء عبارة عن أنبوب اتصال ولكن في بعض الطيور التي تقوم بقلس الطعام لإطعام صغارها، فإن المريء يمتد باتجاه النهاية السفلية ليُشكِّل حَوصَلة لتخزين الطعام قبل أن يدخل المعدة الحقيقية. أما في المجترّات ذات المعدات الأربع، هناك تلم يُدعى التلم الشبكي غالباً يُوجد في المريء، وهو يسمح بنزح الحليب بشكل مباشر إلى المعدة الخلفية التي تُدعى الانفحة. ويبلغ طول المريء في الحصان حوالي 1.2 إلى 1.5 متر (4 إلى 5 قدم) طولاً، ويحمل الطعام إلى المعدة. ويصل بين المعدة والمريء حلقة عضلية تُدعى المعصرة الفؤادية، حيث تكون هذه المعصرة متطورة جداً عند الأحصنة، ويمكن إرجاع عدم تقيؤ الأحصنة إلى هذه المعصرة بالإضافة إلى الزاوية المائلة الكائنة بين المريء والمعدة. المريء أيضاً يُمثِّل منطقة الجهاز الهضمي التي تعاني من الاختناق.
مريء الثعابين يلفت النظر بسبب انتفاخه عند ابتلاع الفريسة.

في معظم الأسماك، يكون المريء قصيراً للغاية، ويرجع ذلك إلى قصر البلعوم (الذي يرتبط مع الخياشيم). على أي حال، فإن بعض الأسماك بما فيها الجلكيات والخرافيات والسمك الرئوي ليس لديها معدة حقيقية، لذا فإن المريء لديها يمتد بين البلعوم إلى الأمعاء مباشرة، وبالتالي أطول بعض الشيء.

في بعض الفقاريات، يُبطَّن المريء بظهارة مسطّحة مطبّقة بدون غدد. في الأسماك يكون المريء غالباً مُبطَّن بظهارة أسطوانية، وفي البرمائيات وأسماك القرش والشفنينيات تكون ظهارة المريء مهدبة، مما يساعد على غسل الطعام على طول المريء، بالإضافة إلى عمل التمعُّج العضلي. بالإضافة إلى ذلك، ففي بعض أنواع الخفافيش والأسماك وبعض البرمائيات فإن غدد المريء تفرز بيبسينوجين أو حمض كلور الماء.
وفي العديد من الثدييات تكون عضلة المريء مخططة في بدايتها ومن ثم تصبح ملساء في الثلث المقذري. ولكن في الكلبيات والمجترات تكون عضلة المريء مخططة بالكامل لتسمح بقلس الطعام لإطعام صغارها (في الكلبيات) أو لقلس الجِرَّة (في المجترات). بينما تكون ملساء بالكامل في البرمائيات والزواحف والطيور.
وعلى عكس المعتقد الشائع، فإن الإنسان لا يستطيع المرور من مريء الحوت الذي يقيس أقل من 10 سم (4 إنش) قطراً، وحتى في الحوت الباليني قد يصل حتى 25 سم (10 إنش) في أقصى اتساعه.

### اللافقاريات
هناك بنية يطلق عليها السم ذاته موجودة في أغلب اللافقاريات، بما في ذلك الرخويات ومفصليات الأرجل، تصل هذه البنية بين الجوف الفموي والمعدة. وفي الجهاز الهضمي للحلزون والبزاق، يفتح الفم على مريء ومن ثم يتصل هذا المريء بالمعدة. وبسبب الالتواء وهو دوران جسم الحيوان خلال التطور اليرقي، يمر المريء عادة حول المعدة ويفتح في ظهرها، بعيداً عن الفم. وفي الأنواع التي لا تخضع للالتواء فإن المريء يفتح على مقدمة المعدة، وهي الحالة المعاكسة للترتيب المعتاد في بطنيات الأرجل. هناك منقار كبير في مقدمة المريء في جميع الحلزونات والبزَّاقات اللاحمة.
 وفي أحد أنواع حلزون الماء العذب يقع كيس الدم فوق المريء.
وفي رأسيات الأرجل، يحيط الدماغ عادةً بالمريء.